# Provinz Taounate
Taounate (arabisch إقليم تاونات) ist eine Provinz in Marokko. Sie gehört seit der Verwaltungsreform von 2015 zur Region Fès-Meknès und liegt im Norden des Landes im Rifgebirge, nordöstlich von Fès. Die Provinz hat 668.232 Einwohner (2004). Die Hauptstadt der Provinz ist Taounate.

## Größte Orte
| Gemeinde                | Einwohner (2. September 1994) | Einwohner (2. September 2004) |
| ----------------------- | ----------------------------- | ----------------------------- |
| Taounate                | 24.364                        | 32.380                        |
| Bouhouda                | 23.256                        | 26.124                        |
| Tamedit                 | 22.567                        | 21.453                        |
| Mkansa                  | 21.330                        | 22.705                        |
| Aïn Aïcha               | 20.646                        | 22.575                        |
| Galaz                   | 19.046                        | 18.471                        |
| Ghouazi                 | 18.853                        | 18.779                        |
| Sidi M'Hamed Ben Lahcen | 18.464                        | 18.990                        |
| Jbabra                  | 17.998                        | 19.076                        |
| Bouarouss               | 17.975                        | 18.495                        |
| Moulay Bouchta          | 17.234                        | 16.602                        |
| Aïn Médiouna            | 16.692                        | 16.410                        |
| Ras el Oued             | 16.280                        | 15.949                        |
| Bouchabel               | 15.937                        | 16.652                        |
| Loulja                  | 15.474                        | 16.515                        |
| Ourtzagh                | 15.266                        | 15.216                        |

## Geschichte
Bis 2015 gehörte die Provinz Taounate zur Region Taza-Al Hoceïma-Taounate.